# Кози (Њу Мексико)
Кози (енгл. Causey) град је у америчкој савезној држави Њу Мексико.

## Демографија
По попису из 2010. године број становника је 104, што је 52 (100,0%) становника више него 2000. године.
| Група             | 2000.      | 2010.      |
| Белци             | 36 (69,2%) | 54 (51,9%) |
| Афроамериканци    | 0 (0,0%)   | 0 (0,0%)   |
| Азијати           | 0 (0,0%)   | 0 (0,0%)   |
| Хиспаноамериканци | 16 (30,8%) | 49 (47,1%) |
| Укупно            | 52         | 104        |